# Dwergmarmersalamander
De dwergmarmersalamander (Triturus pygmaeus) is een watersalamander uit de familie echte salamanders (Salamandridae).

## Naamgeving
De soort werd voor het eerst wetenschappelijk beschreven door Willy Wolterstorff in 1905. Oorspronkelijk werd de wetenschappelijke naam Triton marmoratus forma pygmaea gebruikt. De soortaanduiding pygmaeus betekent vrij vertaald 'dwergachtig'.

## Uiterlijke kenmerken
De dwergmarmersalamander bereikt een totale lichaamslengte van ongeveer 14,5 centimeter, exemplaren uit het zuiden van het verspreidingsgebied blijven kleiner en worden ongeveer 10,5 cm lang. Dit is een stuk kleiner dan de gelijkende kamsalamander (Triturus cristatus) die tot 20 cm lang kan worden. De basiskleur aan de bovenzijde is grasgroen, met grillige zwarte vlekken. Op het midden van de rug is een afstekende oranje rugstreep aanwezig. De buikzijde is lichtgeel tot wit.

## Verspreiding en habitat

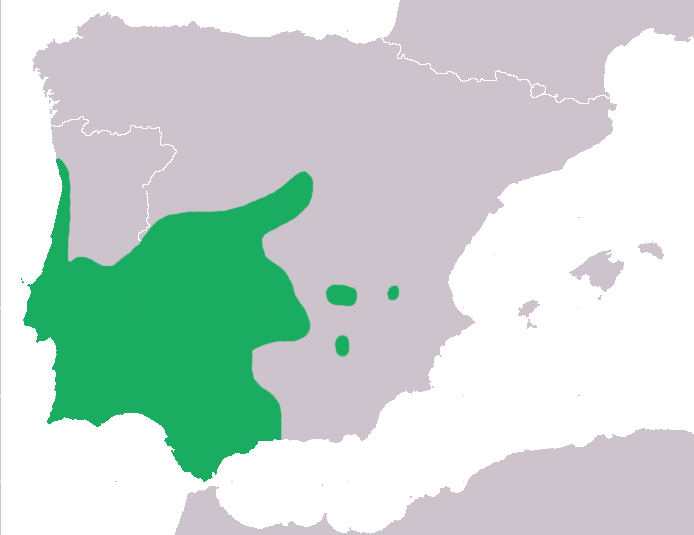
Verspreidingsgebied in het groen.

De dwergmarmersalamander komt voor in Europa en leeft endemisch op het Iberisch Schiereiland in de landen Portugal en Spanje. De soort komt voor van zeeniveau tot een hoogte van ongeveer 1450 meter boven zeeniveau.